# Palazzo in via Santa Chiara 26

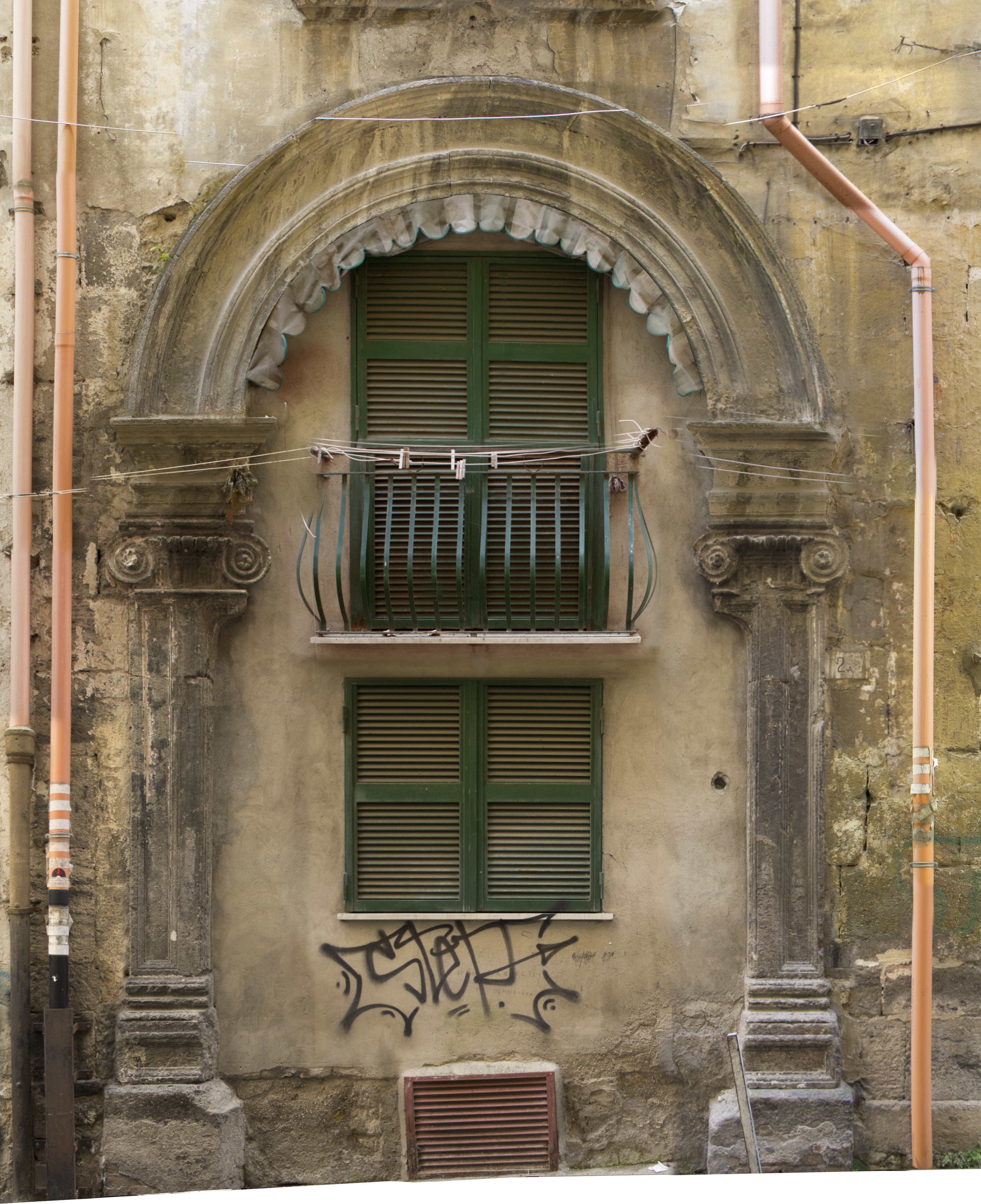
Arco Mormandeo posto su vico II Foglie

Il palazzo in via Santa Chiara 26 è un edificio storico di Napoli.

## L'isolato di Santa Chiara
Si riscontra la presenza di tre palazzi con analogia tipologica situati a via Santa Chiara, ovvero i nn° 23, 26 e 28. Tutti e tre i palazzi presentano androni supplementari posti su strade ortogonali a Via S. Chiara, ingressi presumibilmente originari, oggi chiusi.
«Dalle Notizie riguardanti la costruzione di S. Chiara e dalle altre fonti si apprende che in età angioina non erano presenti nella zona altre grandi fabbriche, oltre quelle dell'insieme convettuale. In età rinascimentale, e cioè quando ebbe inizio l'attuale assetto urbanistico, sorsero vari edifici il cui pregio esterno appare quasi sempre limitato ad un portale e qualche finestra(…)».
«L'isolato lungo via S. Chiara, tra vico Gargiulo e vico II Foglie si può attribuire al tardo Quattrocento (…)».

## Il palazzo

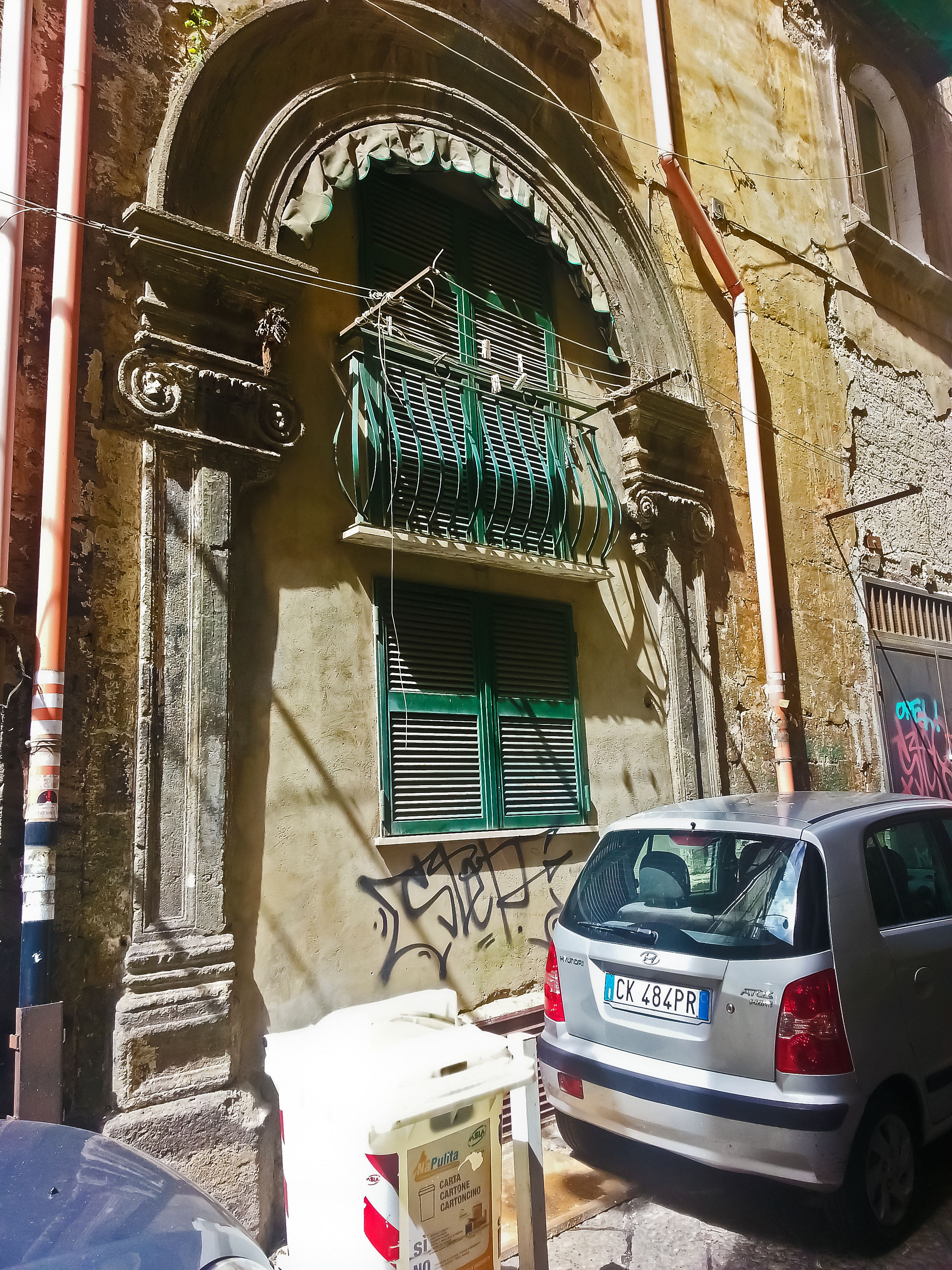
Portale-basso

L'immobile al civico 26 è una preziosa testimonianza rinascimentale a Napoli; esso venne eretto nel secondo Quattrocento ed in facciata sono visibili le mensole in piperno dei balconi e le finestre con cornice della stessa roccia vulcanica.
Il vestibolo Originario del palazzo è posto su Vico II Foglie a S. Chiara 2 «(…)oggi murato e trasformato in abitazione, presenta un portale di tipo mormandeo: inoltre, alla sua sinistra, vi è un balcone retto da tre robuste mensole di piperno che, insieme alle cornici delle finestre, non lasciano dubbi che fosse questa la fabbrica originaria. Al portale corrisponde nel cortile un arco in piperno a tutto sesto, ovviamente murato, arcate di pietra a tutto sesto, (…) sono su tutti i lati del cortile(…)».
All'interno del cortile è presente un secondo
vestibolo anch'esso in piperno e di analoga fattura «(…)certamente questo vestibolo è successivo(…)» a quello presente su Vico II Foglie a S. Chiara.

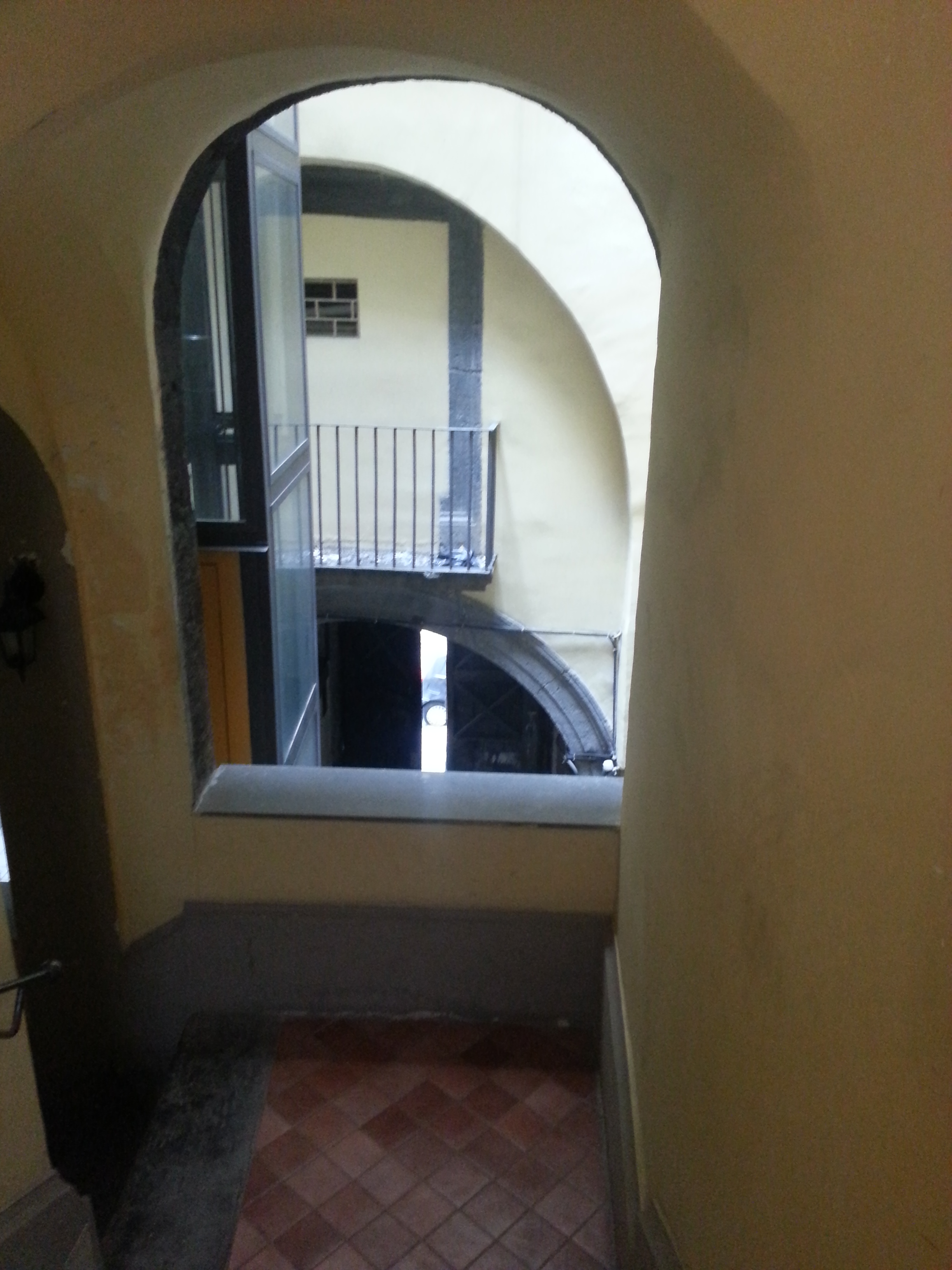
Vista del Cortile dalla scala
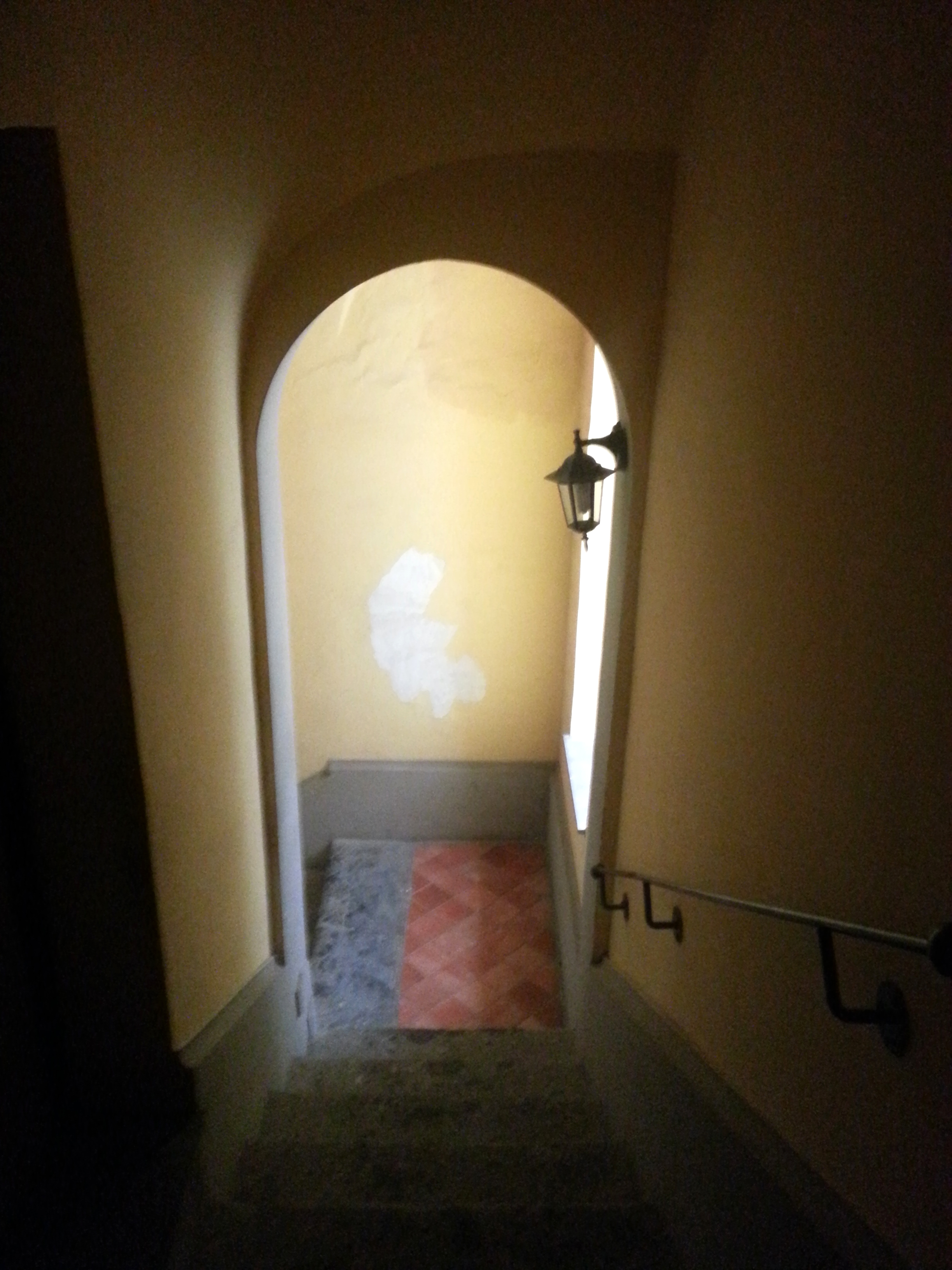
Vista della scala